# Sobín (hrad)
Sobín (též Starý zámek u Rynholce nebo Sovín) je zaniklý hrad na okraji zalesněného svahu v nadmořské výšce 470 metrů. Stojí mezi Rynholcem, Rynholeckým dvorem a Lány nad důležitou cestou z Rakovníka do Prahy v okrese Rakovník. Od roku 1965 je chráněn jako kulturní památka.

## Historie
Starší zdroje uvádějí, že pochází ze 13. století, ale nedochovaly se žádné písemné zprávy, které by bylo možné s hradem spojit. Archeologicky je existence hradu doložena v 15. století.
Vznik hradu lze klást do souvislosti s osidlováním Křivoklátska emfyteutickými sídlišti ve 14. století, což je ovšem v rozporu s archeologickými nálezy, či výstavbou opěrného bodu v době husitských válek nebo válek Vladislava Jagellonského s Uhry (okolo roku 1478 zvítězila uherská vojska u Plzně). Jinou hypotézou může být vznik hradu jako strážního objektu u Erfurtské stezky v úseku Tuchlovice–Rynholec.[zdroj?]

## Stavební podoba
Stavební podobu hradu podrobně zakreslil v soupisu památek Slánského okresu Ferdinand Velc a areál hradu byl v osmdesátých letech 20. století povrchově prozkoumán a geodeticky zaměřen.
Staveniště hradu poškozené mladšími lomy mělo obdélný půdorys. Zřejmě bylo ohraničeno příkopem, který však na západě zcela zanikl a před nímž se nacházel val. Uvnitř opevněné plochy se dochovaly pouze terénní pozůstatky tří staveb postavených bez použití malty. Dvě stály v jihozápadním a severovýchodním nároží a třetí stála volně.

## Pověsti
Tvrz se původně jmenovala Sovín a na protějším táhlém návrší nad Stochovským dvorem stála tvrz Holubín. Podle místních pověstí vedla ze Sobína podzemní chodba do sousední obce Vašírov k hlásce zvané Sobínek a jiná až na Holubín. Dle vyprávění usedlíků byla chodba do podzemí částečně průchozí až ke schodišti, jenž pod hradem prudce klesalo svahem dolů, a dále nebezpečně pobořená.
Heber píše: Tvrz prý sloužívala za obydlí mocným čarodějům a bývala v ní drahocenná sbírka knih, z níž stochovský kostel obdržel darem misál ceněný na 200 kop grošů. Tak to alespoň vyprávějí okolní venkované, snící též o nesmírných pokladech, jichž prý tam v zasypaných sklepích leží celé hromady. Podobnou pověst uvedl také August Sedláček: Podle pověsti bydleli tu kouzelníci majíce tu velkou knihovnu, z níž také pocházel drahocený misál kostelu Stochovskému darovaný.
Pověst O dvou lípách vypráví o dvou dcerách tuchlovického vladyky, které se provdaly za krutého rytíře ze Sobína a vlídného rytíře z Holubína. Po jedné rozepři se oba rytíři zabili při souboji. V místech souboje byly vysazeny dvě lipky, které stojí dodnes.